# Ei Compendex
Ei Compendex, acronimo di Engineering Index - COMPuterized ENgineering inDEX, è un database bibliografico e un servizio web di indicizzazione delle letteratura scientifica, che viene pubblicata in ambito ingegneristico a livello globale. L'accesso è a pagamento e riservato ad atenei e istituzioni accademiche.

## Storia
La base di conoscenza è chiusa e proprietaria, aggiornata dalla casa editrice Elsevier. Essa ha ereditato le fonti archivistiche dell'Engineering Index, creato nel 1884, la cui informatizzazione nel '67 diedero vita al COMPuterized ENgineering inDEX (abbreviato in Compendex). A partire da tale anno, fu inviato il primo bollettino telematico ad una mailing list di 500 abbonati.

Nel '98, la Elsevier acquis' la società Engineering Informations.

## Contenuto
Le pubblicazioni indicizzate partono dal 1970 e sono aggiornate a cadenza settimanale.
Al 28 luglio 2015, compendex contiene più di 18 milioni di record bibliografici, che provengono da riviste generali, riviste di settore e atti di conferenze accademiche. Al 2013, la Elsevier dichiarava un ritmo di crescita pari a circa 1 milione di nuovi record ogni anno, afferenti a 190 discipline ingegneristiche.

Le aree tematiche delle pubblicazioni presenti nella banca dati, includono:  la tecnologia nucleare, la bioingegneria, i trasporti, l'ingegneria chimica e di processo, la tecnologia ottica, l'ingegneria agraria e la tecnologia alimentare, linformatica e l'elaborazione dei dati, la fisica applicata, l'elettronica e le comunicazioni, i sistemi di automazione e controllo, l'ingegneria civile, meccanica, dei materiali, petrolifera, aerospaziale e automobilistica, nonché le discipline secondarie ad esse afferenti.